# Exumer
Exumer est un groupe allemand de thrash metal, originaire de Francfort-sur-le-Main, dans le Land de Hesse. Formé en 1985, le groupe se sépare après deux démos, et deux albums en 1991, mais se reforme en 2008 après une brève reformation en 2001 à l'occasion du Wacken Open Air.

## Biographie

### Formation et débuts (1984–1989)
Le groupe est initialement formé en 1984 sous le nom de Tartaros à Francfort-sur-le-Main, dans le Land de Hesse. Ray Mensh fait la rencontre de Mem Von Stein le mercredi 19 juin 1985 à un concert de Slayer de la tournée Hell Awaits 1985 à la Hugenottenhalle de Neu-Isenburg, dans la banlieue de Francfort. Ils décident rapidement de former un groupe ensemble, mais ils avaient besoin d'un second guitariste et d'un batteur. Ray Mensh connaissait un autre guitariste, Paul Arakaki, et Mem Von Stein un batteur, Syke Bornetto, avec qui il avait déjà joué sous le nom de Tartaros en 1984. Exumer est alors formé. 
La jeunesse de Paul Arakaki (16 ans), ne lui permet que de jouer occasionnellement avec le groupe, et il est rapidement remplacé par Bernie Siedler, une connaissance de Ray Mensh, avant de rejoindre à nouveau le groupe deux années plus tard. Le nom Exumer vient d'une suggestion du père de Mem Von Stein, qui a proposé au groupe d'opter pour le nom de Exhumer (« déterrer » en anglais) en y retirant le h pour que ce nom leur soit propre. Mem Von Stein présentait Exumer comme le groupe de thrash metal américain d'Allemagne. Leur premier show est tellement violent qu'ils se font bannir de la salle de concert. Leur premier album, Possessed by Fire, est publié en 1986, quelques semaines après le départ de Mem Von Stein. Après leur deuxième album, Rising from the Sea, publié en 1987, le groupe se sépare.

### Retour (depuis 2008)

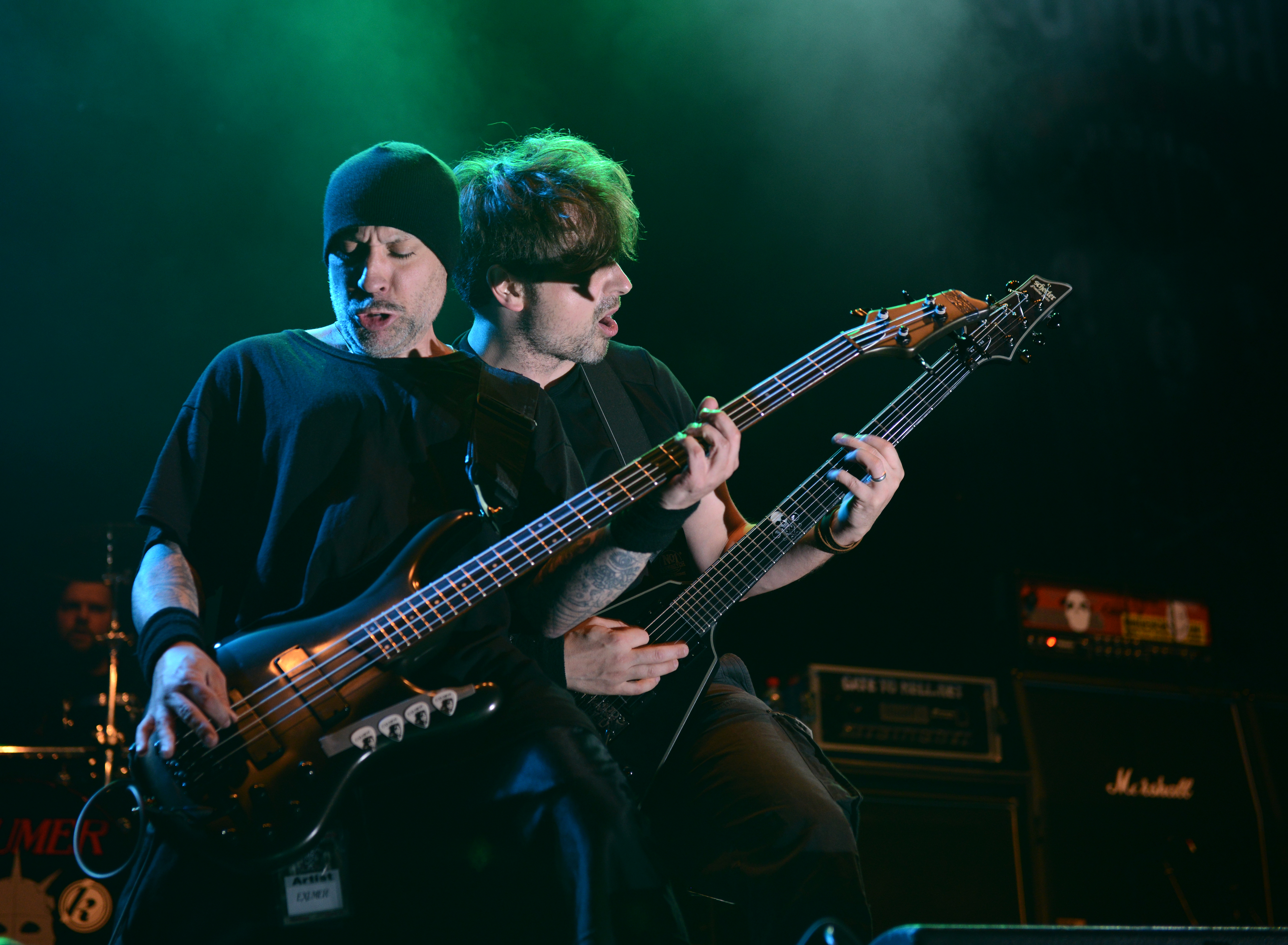
Exumer au Turock Open Air en 2014.

En 2009, Exumer réalise une démo intitulée Waking the Fire. En 2010, Paul Arakari et J.P. Rapp quittent le groupe, et sont remplacés par le guitariste H.K. et le batteur Matthias Kassner, respectivement. En 2011, le groupe signe au label Metal Blade Records, et annonce un nouvel album courant 2012.
Leur troisième album studio, Fire and Damnation, est publié le 6 avril 2012. Il s'agit de leur premier album en 25 ans depuis Rising from the Sea (1987). En juillet 2013, Exumer annonce sa séparation du guitariste H.K. L'année suivante, le 1er août 2014, Holger « H.K. » Kolb  décède après un combat contre le cancer.
À la fin de 2015, Exumer annonce la sortie d'un nouvel album pour début 2016. L'album, intitulé The Raging Tides, est publié en janvier 2016.

## Style musical
Exumer joue un thrash metal dans la veine de groupes tels que Motörhead, Venom, Slayer et Exodus.

## Membres

### Membres actuels
- Mem Von Stein - chant (1985-1986, depuis 2008), basse (1985-1986)
- Ray Mensh - guitare (1985-1991, depuis 2008)
- Marc B. - guitare (depuis 2013)
- T.Shiavo - basse (depuis 2008)
- Matthias Kassner - batterie (depuis 2010)

### Anciens membres
- Bernie Siedler - guitare (1985-1991)
- Syke Bornetto - batterie (1985-1989)
- Paul Arakaki - guitare (1985), basse, chant (1986-1988), guitare, chant (2008-2010)
- Franz Pries - basse (1989)
- Bernd Cramer - batterie (1989)
- John Cadden - chant (1989)
- J.P. Rapp - batterie (2008-2010)
- Holger « HK » Kolb - guitare (2010-2013; décédé en 2014)

## Discographie

### Albums studio
- 1986 : Possessed by Fire
- 1987 : Rising from the Sea
- 2012 : Fire & Damnation
- 2016 : The Raging Tides
- 2019 : Hostile Defiance

### Démos
- 1985 : A Mortal in Black
- 1989 : Whips and Chains
- 2009 : Waking the Fire